# Забине Лизики
Забине Катарина Лизики (пољски изговор њеног презимена је Лисицки) немачка је тенисерка. Освојила је три WTA турнира у појединачној конкуренцији и један у игри парова. Најбољи пласман у каријери је остварила 21. маја 2012. када је била 12. на WTA листи. Највећи успех на гренд слем турнирима јој је полуфинале Вимблдона у појединачној конкуренцији 2011. године. Занимљиво је да је она тај резултат остварила након што је добила позивницу организатора тзв. wild-card, што је пре ње успео да оствари само Горан Иванишевић. Забине Лизики од 2004. тренира на Тениској академији Ника Болетијерија у Брејдентону у САД. Тренер јој је њен отац Рихард.

## Каријера

### 2007.
Лизики је у 2007. направила пробој са 497. на 198. место на WTA листи. Те године је освојила два ITF турнира, у Џерзију и у Торонту.

### 2008.
Забине Лизики је по први пут учествовала у главном жребу неког Гренд слем турнира 2008. на Отвореном првенству Аустралије. Тада је победила 16. носиоца Динару Сафину и Марију Корицеву. У трећем колу је поражена од Каролине Возњацки. Након Аустралијан опена Лизики је у Купу федерација победила Линдси Давенпорт, у другом мечу је поражена од Ешли Харклроуд. Затим је изгубила у првом колу на турнирима у Дохи, Мемфису и Индијан Велсу. На турниру у Мајамију стигла је до осмине финала, победивши Коко Вандевеј, Марију Корицеву и Ану Чакветадзе да би на крају изгубила од Јелене Дементјеве. Након овог турнира није остварила ни један запаженији резултат све до турнира у Ташкенту где је стигла до финала, у ком је поражена од Соране Крстее.

### 2009.
Наредну сезону Забине Лизики је започела учешћем на Хопман купу у Перту у Аустралији где је стигла до трећег кола. На Отвореном првенству Аустралије остварила је једну победу против Александре Вознијак, у другом колу је поражена од Саманте Стосур. У Купу федерација је учествовала у победи Немачке над Швајцарском, победом над Тимеом Бачински и поразом од Пати Шнидер. На турниру у Мемфису Лизики је остварила победе против Јекатерине Бичкове, Стефани Форец и Луције Шафаржове, да би у полуфиналу изгубила од Викторије Азаренке. На турниру у Индијан Велсу те године изгубила је у првом колу од Јелене Веснине, док је на турниру у Мајамију победила Петру Квитову и изгубила од Ивете Бенешове.
Забине Лизики је на турниру у Чарлстону освојила своју прву WTA титулу. Победила је Мари-Ев Пелетје, Ленку Винерову, Винус Вилијамс, Јелену Веснину, Марион Бартоли и Каролину Возњацки. Након овог турнира учествовала је у победи Немачке над Кином, где је победила Ђе Џенг и заједно са Аном-Леном Гренефелд остварила одлучујућу победу у игри парова.
На турниру у Штутгарту је изгубила у другом колу од Јелене Јанковић. Након овог турнира пласирала се у четвртфинале турнира у Есторилу где је предала меч Ани-Лени Гренефелд. На Ролан Гаросу је поражена у првом колу од Луције Шафаржове.
На турниру у Истборну је поражена у првом колу од Саманте Стосур.
На Вимблдону је победила Ану Чакветадзе, Патрицију Мајр-Ахлајтнер, Светлану Кузњецову и Каролину Возњацки, да би у четвртфиналу изгубила од Динаре Сафине.
На Ју-Ес опену Забине Лизики је по први пут била носилац (23) али је остварила само једну победу против Араван Резај, у другом колу је поражена од Анастасије Родионове.
У октобру 2009. Лизики је стигла до финала турнира у Луксембург где је поражена од Тимее Бачински.

### 2010.
Забине Лизики је сезону почела учешћем на Хопман купу, где је заједно са Филипом Колшрајбером стигла до полуфинала.
На Отвореном првенству Аустралије изгубила је у дугом колу од Алберте Бријанти. Након Аустралијан опена није остварила ни један значајнији резултат, углавном је испадала у другом колу турнира у Патаји, Дубаију, Индијан Велсу и Мајамију. Због повреде чланка није играла на Ролан Гаросу и на Вимблдону. На Отвореном првенству САД изгубила је у другом колу од Вере Звонарјове. Слаби резултати допринели су њеном испадању са листе првих сто тенисерки на свету.

### 2011.
Лизики је 2011. започела турниром у Окланду, где је поражена у другом колу од Јанине Викмајер. Није успела да се прође квалификације за Отворено првенство Аустралије пошто је у другом колу поражена од Весне Долонц. Након низа лоших резултата у марту 2011. пала је 218. место WTA листе. Форму је поправила на турниру у Мајамију, стигавши до трећег кола, где је поражена од Марије Шарапове.
 На Купу Чарлстона стигла је до трећег кола када је поражена од Сање Мирзе. Јулија Гергес ју је савладала у четвртфиналу Отвореног првенства Штутгарта али је у игри парова, на истом турниру, са Самантом Стосур освојила прву титулу у каријери. На Ролан Гаросу је у другом колу против Вере Звонарјове имала меч лопту при резултату 5:2 у трећем сету али је ипак изгубила одлучујући сет са 7:5.
На турниру у Бирмингему је освојила другу WTA титулу у каријери, победивши у финалу Данијелу Хантухову. За учешће на Вимблдону добила је позивницу организатора и успела да се пласира у прво полуфинале неког гренд слем турнира. На путу до полуфинала савладала је и актуелну победницу Отвореног првенства Француске Ли На. У полуфиналу је поражена од Марије Шарапове. Лизики је била прва Немица након дванаест година, од 1999. и Штефи Граф, која се пласирала у полуфинале неког гренд слем турнира. Такође, Лизики је друга тенисерка која је успела да са позивницом дође до полуфинала у историји Вимблдона. У игри парова, заједно са Самантом Стосур, поражена је у финалу.
На турниру у Станфорду савладала је Саманту Стосур и Агњешку Радвањску али је у полуфиналу поражена од Серене Вилијамс. У Синсинатију је испала у првом колу од Шахар Пер. Трећу WTA титулу у каријери освојила је на инаугуралном турниру у Даласу победивши у финалу Араван Резај. Крајем августа остварила је рекордан пласман на WTA листи – 18. место. Као 22. носилац на Отвореном првенству САД савладала је Алону Бондаренко, у другом колу јој је Винус Вилијамс предала меч а у трећем је победила Ирину Фалкони. У четвртом колу боља од ње је била Вера Звонарјова. На Отвореном првенству Кину Лизики је након победе над Џенг Сајсај предала меч Каји Канепи.
У новембру ју је WTA прогласио за повратницу године.

### Пласман на ВТА листи на крају сезоне
| Година  | 2004 | 2005 | 2006 | 2007 | 2008 | 2009 | 2010 | 2011 | 2012 |
| Пласман | 951  | 437  | 497  | 237  | 54   | 23   | 179  | 15   | 37   |

## Резултати Забине Лизики

### Порази у финалу појединачно (5)
| Бр. | Датум      | Турнир                | Катего- рија | Наградни фонд $ | Подлога      | Противница    | Резултат    |
| --- | ---------- | --------------------- | ------------ | --------------- | ------------ | ------------- | ----------- |
| 1   | 29/09/2008 | Ташкент опен, Ташкент | IV           | 145000          | Тврда (отв.) | Сорана Крстеа | 2-6 6-4 7-6 |

## Учешће наГренд слемтурнирима

### Појединачно
| Година | Аустралијан Опен | Аустралијан Опен  | Ролан Гарос | Ролан Гарос | Вимблдон | Вимблдон       | Ју-Ес Опен | Ју-Ес Опен       |
| 2008   | 3 коло           | Каролина Возњацки | 2 коло      | Агнеш Савај | 1 коло   | Марион Бартоли | 2 коло     | Аљона Бондаренко |

#### У пару
| Година | Аустралијан Опен | Аустралијан Опен | Ролан Гарос     | Ролан Гарос                             | Вимблдон | Вимблдон | Ју-Ес Опен | Ју-Ес Опен |
| ------ | ---------------- | ---------------- | --------------- | --------------------------------------- | -------- | -------- | ---------- | ---------- |
| 2008   | -                | -                | 1 коло С. Бамер | Луција Хредецка · Рената Ворачова Чешка | -        | -        | -          | -          |